# Phoradendron fosteri
Phoradendron fosteri är en sandelträdsväxtart som beskrevs av Kuijt. Phoradendron fosteri ingår i släktet Phoradendron och familjen sandelträdsväxter. Inga underarter finns listade i Catalogue of Life.